# Yu In-soo
Yu In-soo (kor. 유인수; * 28. Dezember 1994) ist ein südkoreanischer Fußballspieler.

## Karriere

### Verein
Yu In-soo erlernte das Fußballspielen in den Schulmannschaften der Incheon Okryun Elementary School, Incheon Mansubuk Elementary School, Kyungshin Middle School und der Eonnam High School, sowie in der Universitätsmannschaft der Kwangwoon University. Seinen ersten Vertrag unterschrieb er am 1. Februar 2016 beim japanischen Verein FC Tokyo. Der Verein, der in der Präfektur Tokio beheimatet ist, spielte in der ersten japanischen Liga. Die Saison 2018 wurde er an den japanischen Zweitligisten Avispa Fukuoka nach Fukuoka ausgeliehen. Für Avispa absolvierte er 31 Spiele in der zweiten Liga. 2019 spielte er 13-mal in der U23-Mannschaft von Tokyo. Die U23 spielte in der dritten Liga, der J3 League. Anfang Januar 2020 kehrte er in seine Heimat zurück. Hier unterschrieb er einen Vertrag beim Seongnam FC. Das Fußballfranchise aus Seongnam spielte in der ersten südkoreanischen Liga, der K League 1. Seit März 2021 spielte er beim Gimcheon Sangmu FC. Zu den Spielern des Vereins zählen südkoreanische Profifußballer, die ihren zweijährigen Militärdienst ableisten. Nach dem Militärdienst wird er voraussichtlich im September 2022 zu Seongnam zurückkehren.

### Nationalmannschaft
Yu In-soo spielte 2015 sechsmal für die südkoreanische U22-Nationalmannschaft. Für die U23-Mannschaft stand er 2016 einmal auf dem Spielfeld.